# Observatorio de Stuttgart
El Observatorio de Stuttgart (en alemán: Sternwarte Stuttgart) es un observatorio astronómico de la ciudad de Stuttgart, Alemania. El observatorio, de los más antiguos de Alemania y abierto al público desde 1922, fue en sus inicios un proyecto particular (no universitario) y al día de hoy cuenta con seis telescopios.

## Historia
Por iniciativa del astrónomo y escritor Robert Henseling, se fundó en 1919 la asociación astronómica Schwäbische Sternwarte con los objetivos de difundir el conocimiento astronómico al público general y servir de apoyo al Planetario de Stuttgart (Planetarium Stuttgart).
Para reunir suficientes fondos para la construcción de un nuevo observatorio, el cual sigue a día de hoy en su ubicación original, se invitaron al evento de inauguración de la asociación (y eventos posteriores en el planetario) famosos oradores y personalidades del mundo de las ciencias de la época, incluido Albert Einstein quien dio un discurso sobre astronomía, donando la totalidad de ingresos a la Schwäbische Sternwarte. La inauguración del observatorio, diseñado por Wilhelm Jost, tuvo lugar en 1921, abriendo sus puertas a comienzos de 1922.
Durante la Segunda Guerra Mundial se suspendieron todas las actividades en el observatorio, reanudándose en septiembre de 1947.
El 10 de noviembre de 2015, un incendio provocó destrozos en gran parte del observatorio, incluida la biblioteca y una sala de conferencias.

## Instrumentos
El observatorio está equipado con seis telescopios, cuatro de los cuales están montados permanentemente. Los otros dos pueden ser montados si es necesario.
Dentro del más grande del observatorio hay dos domos astronómicos, el más viejo de los seis telescopios está sujetado a un monte que logra abajo hasta abajo de la torre. Este dispositivo es un Telescopio Zeiss de 7 pulgadas con una longitud de 2,59 metros focales de 1911, uno del último quieto existente. 
Otro refractor de 7 pulgadas de diseño más nuevo, un telescopio especial H-alfa y un telescopio newtoniano de 16 pulgadas se encuentran en cobertizos separados en la terraza entre los dos domos astronómicos. Este último telescopio es utilizado con frecuencia por los miembros de la asociación para sus investigaciones científicas, principalmente para la observación de ocultación de estrellas por planetas menores. Los resultados se envían a un instituto japonés. Para las observaciones realizadas por el Observatorio de Stuttgart con respecto a las ocultaciones, el código del observatorio proporcionado por el Minor Planet Center es 025.